# Gare de Groningue
La gare de Groningue (en néerlandais : Station Groningen), parfois également dite gare principale de Groningue (Groningen-Hoofdstation ou simplement Hoofdstation), est la gare ferroviaire la plus fréquentée du nord des Pays-Bas, se classant cependant 30e au niveau national sur le cycle annuel 2013-2014. Elle est située dans la plus grande ville de cette région, la ville de Groningue, dans la province de Groningue.
La gare de Groningue est au cœur d'un vaste projet de renouvellement urbain au début des années 2020, soutenu dès 2014 par le deuxième cabinet de Mark Rutte, comprenant une rénovation de la gare, connue pour son hall aux plafonds ornés du XIXe siècle,. Face à la gare se trouve le musée de Groningue, à l'architecture colorée.

## Situation ferroviaire
La gare de Groningue se trouve sur la ligne de Harlingen à Nieuweschans, traversant d'ouest en est le nord des Pays-Bas, de la mer des Wadden à la frontière allemande. Elle fait office de terminus pour les lignes vers Meppel et Delfzijl.

## Histoire

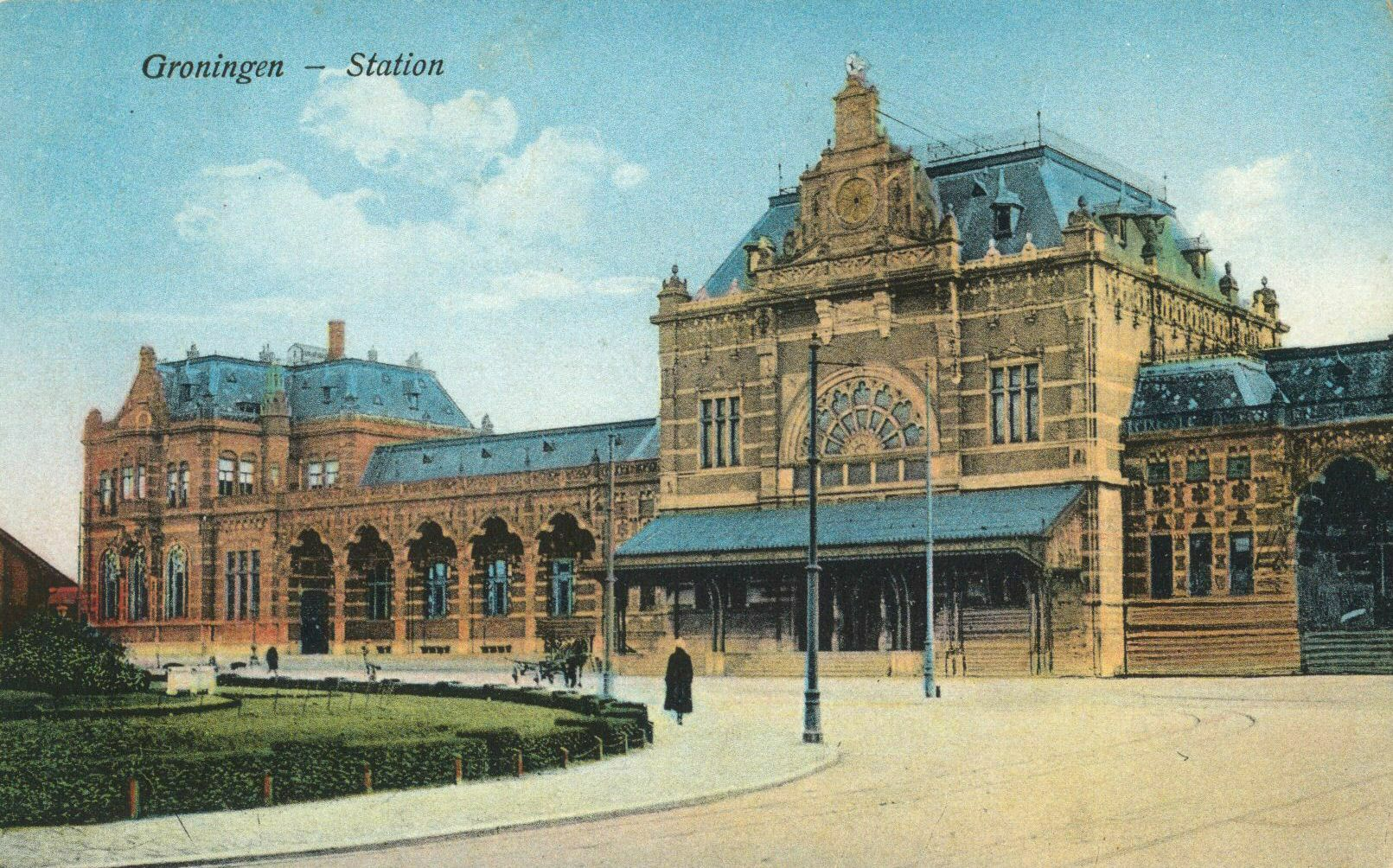
Le bâtiment principal de la gare de Groningue vu vers 1920.

Les trains s'arrêtent à Groningue depuis le 1er juin 1866. L'actuel bâtiment voyageurs d'Isaac Gosschalk est ouvert le 16 avril 1896.

## Service des voyageurs
L'accès aux voies se fait en partie par une passerelle aérienne. À l'avenir, elle sera remplacée par un vaste souterrain permettant également de traverser la gare pour rejoindre directement le sud de la ville.

### Accueil
La gare compte plusieurs enseignes commerciales destinées aux voyageurs.

### Desserte
La gare est le terminus de lignes différentes, notamment celles des trains de la société des chemins de fer néerlandais, Nederlandse Spoorwegen (NS), au départ vers nombre de grandes villes de l'ouest des Pays-Bas comme Amsterdam, Rotterdam et La Haye. Ces lignes fournissent également des services de transport ferroviaire vers l'aéroport d'Amsterdam-Schiphol et les grandes villes du centre des Pays-Bas : Almere et Utrecht.
La ligne Harlingen-Nieuweschans, exploitée par Arriva et traversant d'ouest en est les provinces de Frise et Groningue, a un attrait plus régional. Par cette ligne, les trains locaux viennent à Groningue (cela comprend une ligne vers Leeuwarden et une ligne vers Weener en Allemagne). La gare est également le terminus de deux lignes vers le nord de la province de Groningue (Eemshaven et Delfzijl), également exploitées par Arriva.

Installations et dessertes
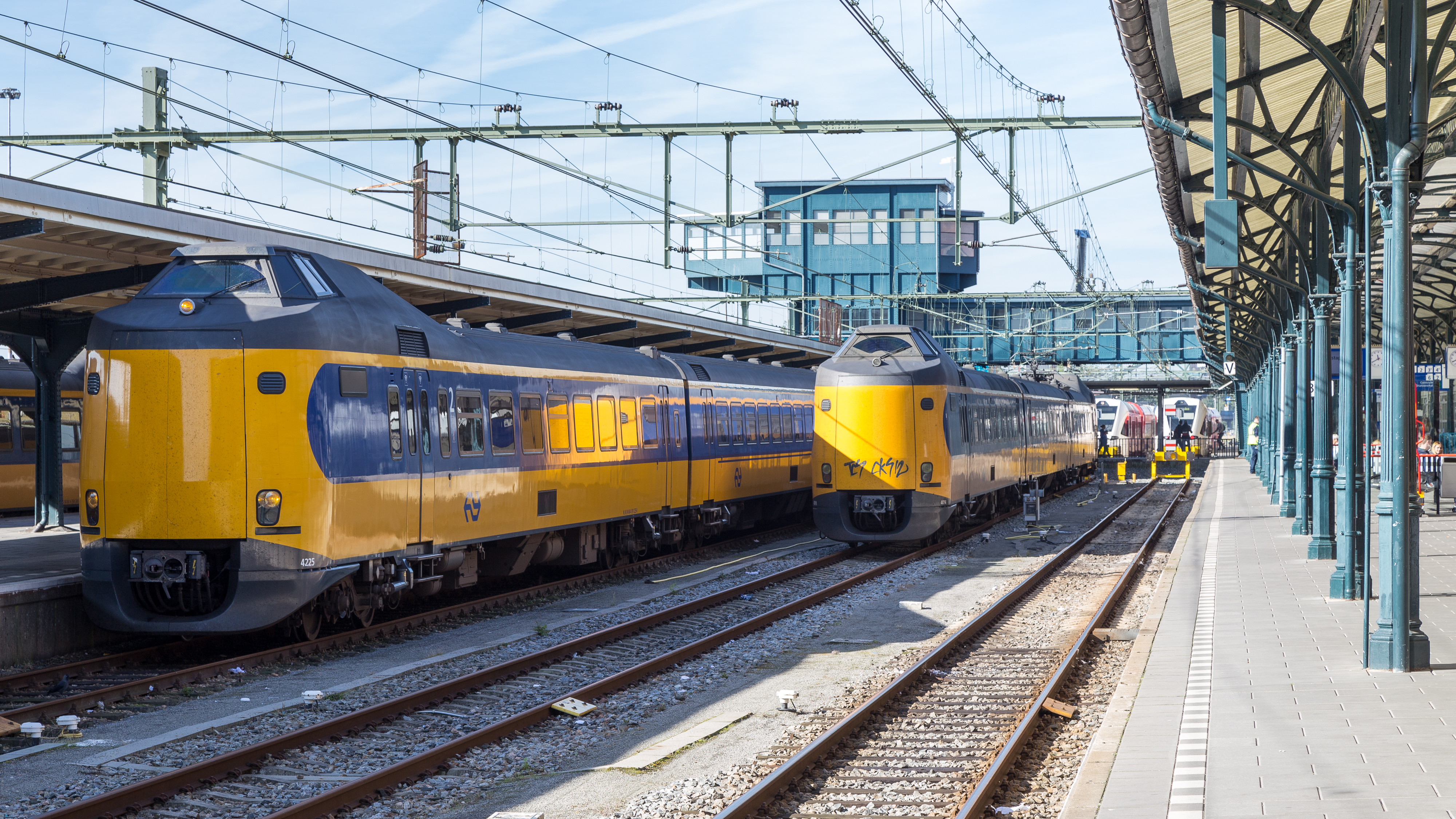
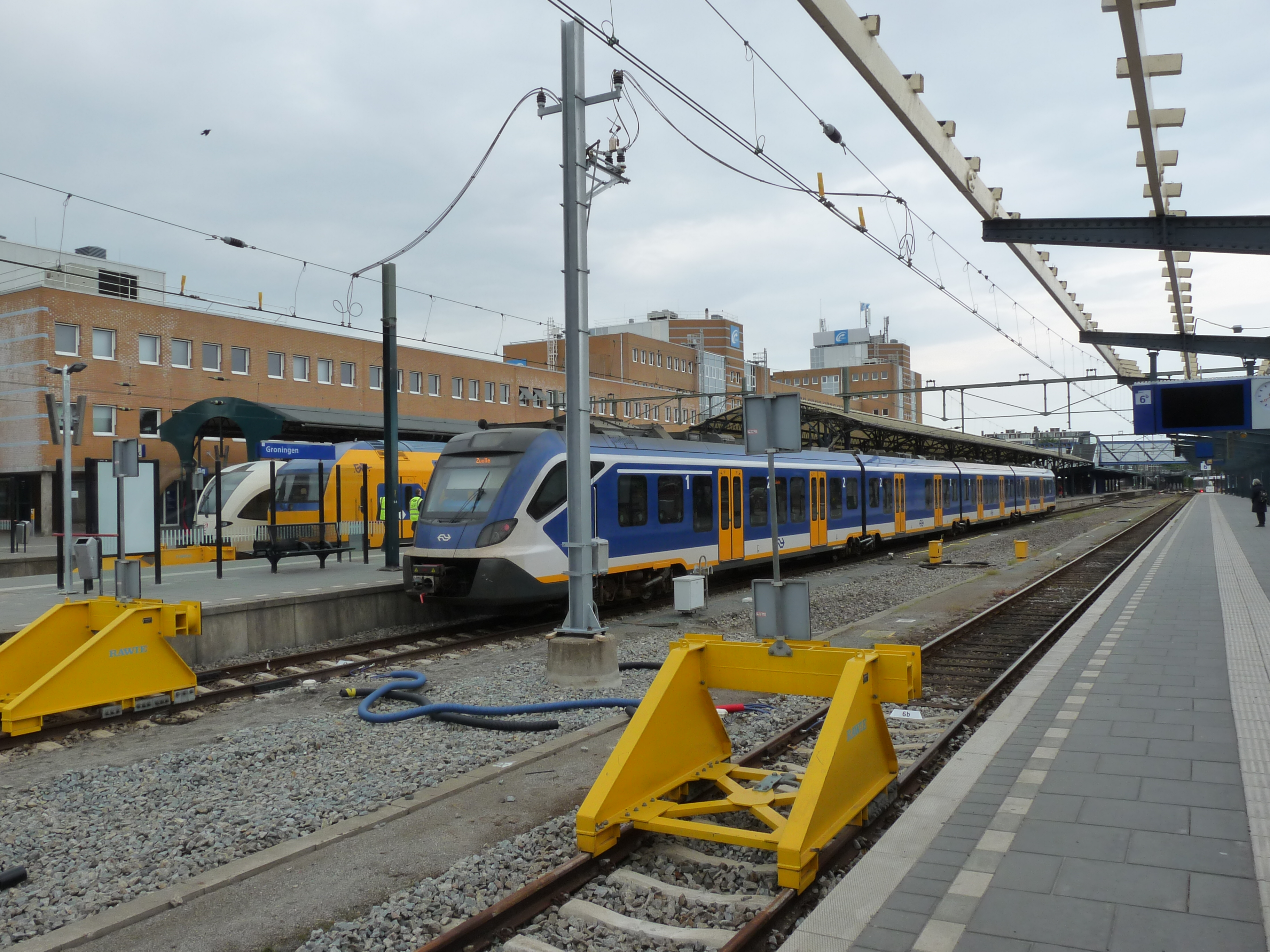
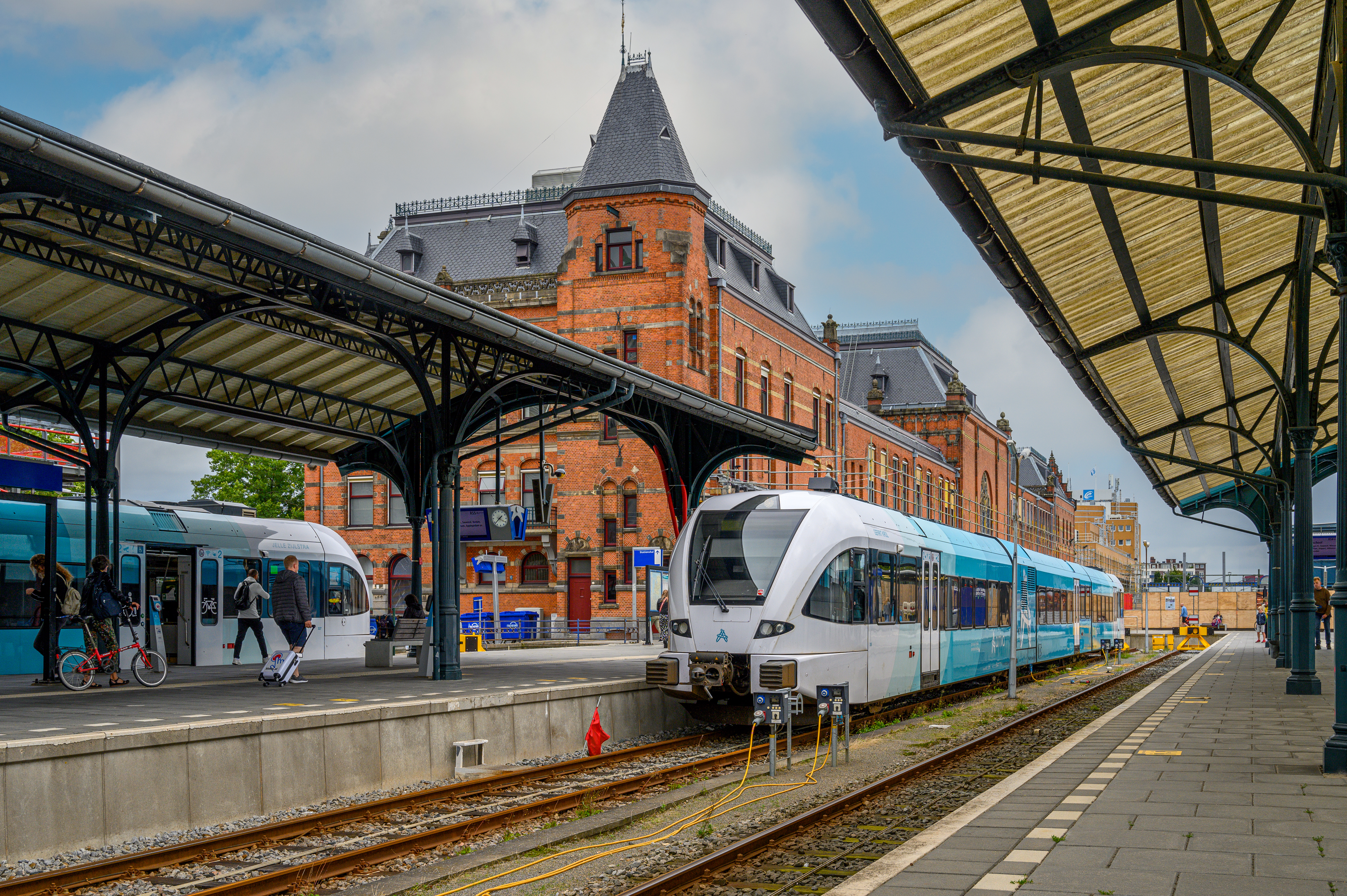

### Intermodalité
Groningue n'est pas seulement un nœud ferroviaire régional, il s'agit aussi du terminus de nombre de lignes de bus locales et régionales. De plus, la gare est un point d'arrêt pour des autocars de plusieurs entreprises nationales.
Il existe des correspondances rapides vers Drachten, Emmeloord, Joure et Sneek.

## Patrimoine ferroviaire

Plafonds du hall de gare
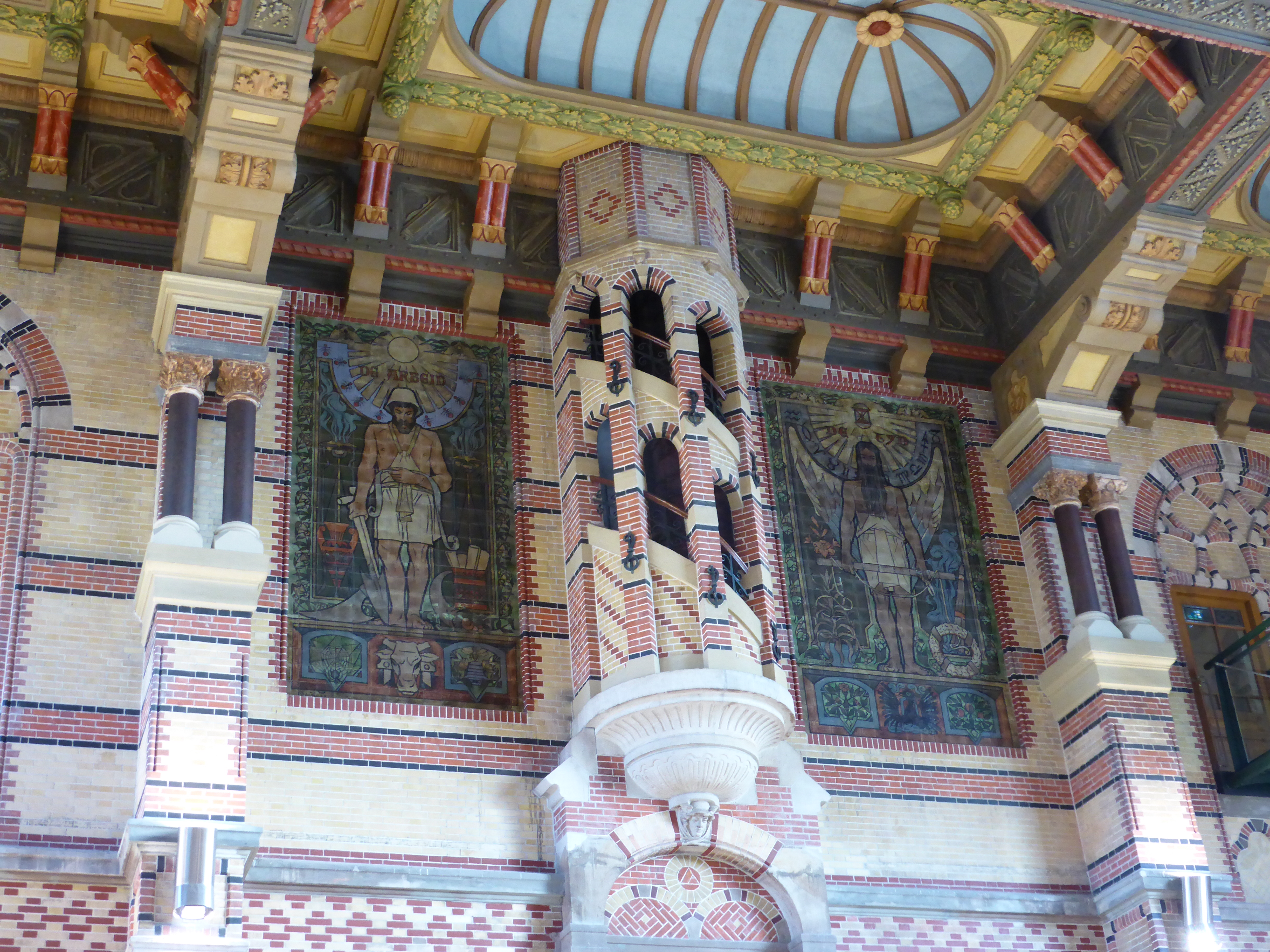
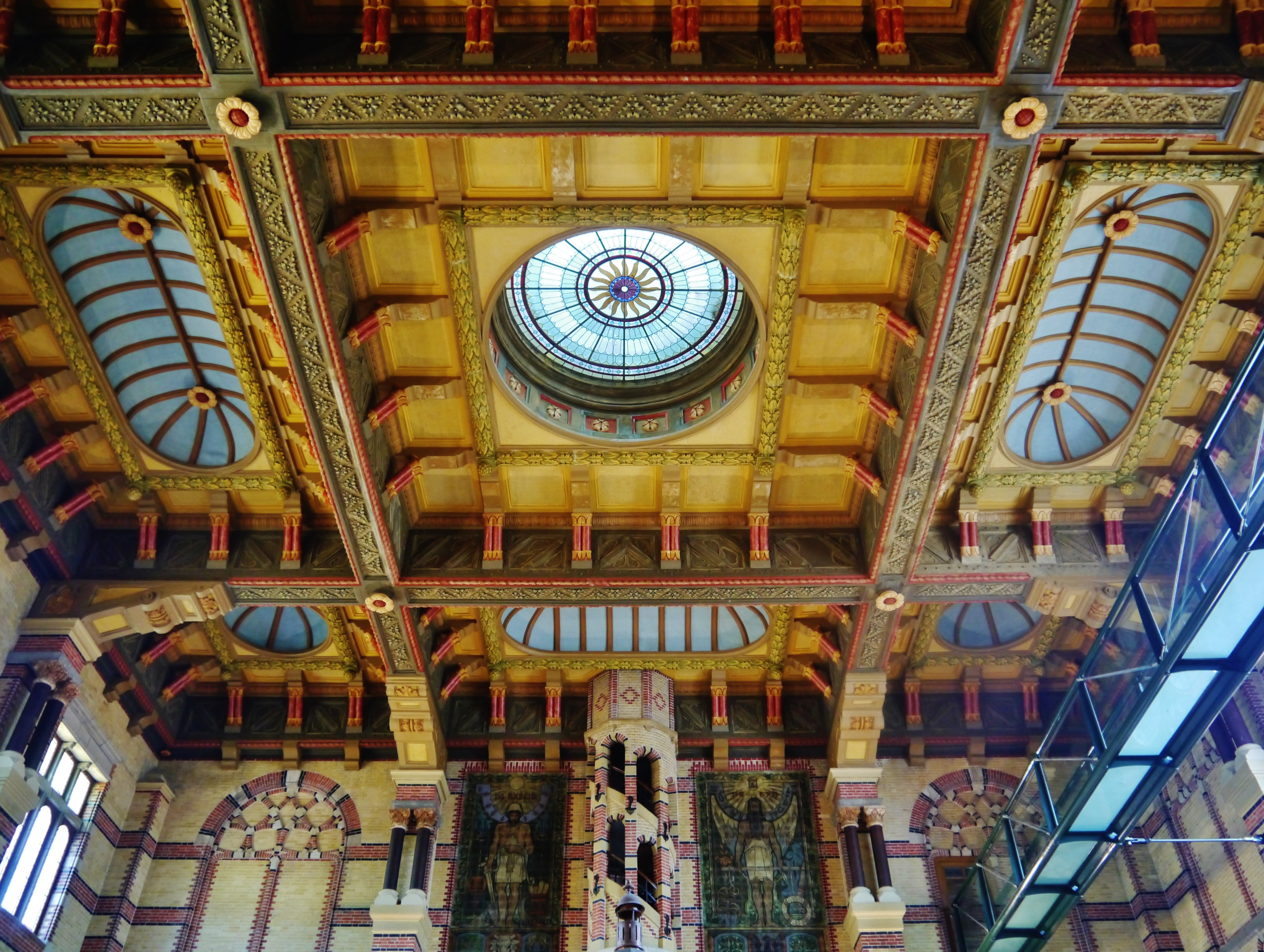
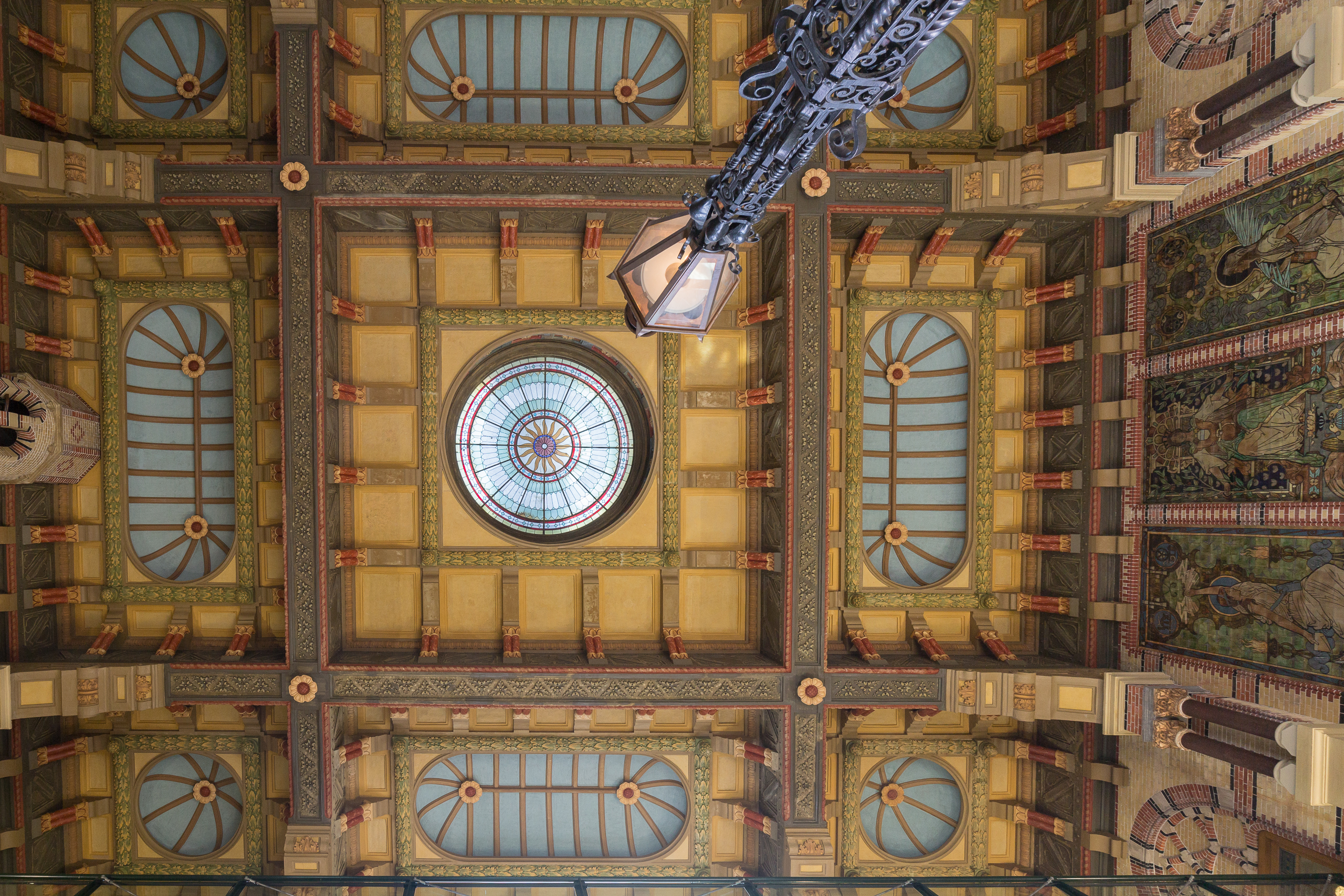